# William Hopper
Pour les articles homonymes, voir Hopper.
William Hopper est un acteur américain né le 26 janvier 1915 à New York, État de New York (États-Unis), mort le 6 mars 1970 à Palm Springs (Californie).

## Biographie
Il est le fils de Hedda Hopper et DeWolf Hopper.

## Filmographie

### Cinéma
- 1916 : Sunshine Dad : Infant in carriage
- 1936 : Sa Majesté est de sortie (The King Steps Out) de Josef von Sternberg : Soldier
- 1936 : Murder with Pictures de Charles Barton : Photographer
- 1936 : The Big Broadcast of 1937
- 1936 : Easy to Take : Monitor Room Man
- 1936 : The Accusing Finger : Reporter
- 1937 : Larceny on the Air (en) d'Irving Pichel : Announcer
- 1937 : Beware of Ladies
- 1937 : Join the Marines de Ralph Staub : Marine
- 1937 : Dick Tracy : Dirigible pilot [Chs. 4, 9-10]
- 1937 : Public Wedding : Anthony 'Tony' Burke
- 1937 : Monsieur Dodd prend l'air (Mr. Dodd Takes the Air) d'Alfred E. Green : Second Production Manager
- 1937 : Back in Circulation : Pete Eddington, a Reporter
- 1937 : Love Is on the Air : Eddie Gould
- 1937 : The Footloose Heiress : Jack Pierson
- 1937 : Over the Goal : Ken Thomas
- 1937 : The Adventurous Blonde : Matt, a Reporter
- 1938 : Daredevil Drivers : Neeley Bus Driver
- 1938 : Love, Honor and Behave : Yale Tennis Player
- 1938 : Mystery House : Lal Killian
- 1939 : La Chevauchée fantastique (Stagecoach) de John Ford : Sergeant
- 1939 : Nancy Drew... Reporter
- 1939 : La Baronne de minuit (Midnight) de Mitchell Leisen : Fammarions' Party Guest
- 1939 : Daughters Courageous : Man with Striped Shirt at Beach
- 1939 : Cowboy Quarterback : Handsome Sam
- 1939 : La Vieille Fille (The Old Maid) d'Edmund Goulding : John Ward
- 1939 : The Angels Wash Their Faces : Photographer
- 1939 : Nancy Drew et l'escalier secret (Nancy Drew and the Hidden Staircase) de William Clemens : Reporter
- 1939 : Dust Be My Destiny : Reporter
- 1939 : Agent double (Espionage Agent) : Student
- 1939 : On Your Toes : Ronald, Peggy's Escort
- 1939 : Pride of the Blue Grass : Joe
- 1939 : Smashing the Money Ring : Trial Spectator
- 1939 : On Dress Parade : Soldier getting radio report from H4
- 1939 : The Return of Doctor X : Interne
- 1939 : A Child Is Born : Intern Going to See Operation
- 1939 : En surveillance spéciale (Invisible Stripes de Lloyd Bacon : Society gent in top hat
- 1940 : The Fighting 69th : Private Turner
- 1940 : Calling Philo Vance (en) de William Clemens : Hotel Nino Clerk, Chicago
- 1940 : Castle on the Hudson : Reporter
- 1940 : La Caravane héroïque (Virginia City) : Lieutenant reporting Murrell's attack
- 1940 : The Singing Dude : Cowboy
- 1940 : 'Til We Meet Again : Man
- 1940 : Tear Gas Squad (en)'' : George, Lois' Friend
- 1940 : Flight Angels (en) de Lewis Seiler : Lefty - Radio Operator
- 1940 : Pony Express Days : St. Joseph Telegrapher
- 1940 : Brother Orchid : 2d Reporter on Return Ship
- 1940 : The Man Who Talked Too Much : Reporter #2
- 1940 : Ladies Must Live : Joe Barton
- 1940 : Gambling on the High Seas (en) de George Amy : Harbor Police, Boat Tanya
- 1940 : Money and the Woman : J.L. Burns, Bank Depositor
- 1940 : No Time for Comedy : First-Nighter
- 1940 : Knute Rockne All American : New York Reporter When Knute is Ill
- 1940 : The Flag of Humanity : Sentry
- 1940 : Always a Bride : Man at Campaign Meeting Carrying Michael
- 1940 : Lady with Red Hair : Lyceum Theater Attendant
- 1941 : The Case of the Black Parrot : Ship's officer reporting false alarm
- 1941 : Flight from Destiny : Travin
- 1941 : Footsteps in the Dark : Police secretary
- 1941 : Here Comes Happiness : Schuyler, Blaine's Best Man
- 1941 : Knockout : First Reporter
- 1941 : A Shot in the Dark : Reporter
- 1941 : Strange Alibi : Apartment house clerk
- 1941 : Affectionately Yours : Airline Attendant
- 1941 : The Bride Came C.O.D. : Keenan's and Brice's pilot
- 1941 : Throwing a Party
- 1941 : Bullets for O'Hara (en) : Richard Palmer
- 1941 : Highway West : Frank Carson, murdered cashier
- 1941 : L'Entraîneuse fatale (Manpower) : Power Company Telephone Operator
- 1941 : Dive Bomber : Pilot Telling Joe About Tim
- 1941 : International Squadron : Radio Operator
- 1941 : Nuits joyeuses à Honolulu (Navy Blues) de Lloyd Bacon : Ens. Walters
- 1941 : Passage from Hong Kong (en) : Watson
- 1941 : Le Faucon maltais (The Maltese Falcon) de John Huston : Reporter
- 1941 : You're in the Army Now : Supply Man: Gas Masks
- 1941 : Blues in the Night : Billiard player
- 1941 : La Charge fantastique (They Died with Their Boots On) de Raoul Walsh : Lt. Frazier
- 1941 : The Body Disappears : Terrence Abbott
- 1942 : Échec à la Gestapo (All Through the Night) de Vincent Sherman : Reporter
- 1942 : Bullet Scars : Citizens Bank Teller
- 1942 : The Male Animal d'Elliott Nugent : Reporter on Porch
- 1942 : Lady Gangster : John
- 1942 : Murder in the Big House : Reporter
- 1942 : Larceny, Inc. de Lloyd Bacon : Traffic policeman
- 1942 : La Glorieuse Parade (Yankee Doodle Dandy) de Michael Curtiz : Reporter
- 1942 : Juke Girl : Atlanta Postal Clerk
- 1942 : Spy Ship : Reporter
- 1942 : Escape from Crime : Hastings - Reporter
- 1942 : Busses Roar : Dark-haired Sailor at Bar
- 1942 : Griffes jaunes (Across the Pacific) de John Huston et Vincent Sherman : Ordonnance
- 1942 : Sabotage à Berlin (Desperate Journey) : Radio operator
- 1942 : You Can't Escape Forever : Soldier
- 1942 : Beyond the Line of Duty : University of Texas classmate
- 1942 : Gentleman Jim : Bit part
- 1943 : Air Force de Howard Hawks : Sergeant
- 1943 : The Hard Way : Hotel Desk Clerk
- 1943 : The Mysterious Doctor
- 1943 : Convoi vers la Russie (Action in the North Atlantic) de Lloyd Bacon : Soldat canadien
- 1943 : Murder on the Waterfront : First Sentry
- 1944 : The Last Ride : Tire Man
- 1954 : Écrit dans le ciel (The High and the Mighty) de William A. Wellman : Roy
- 1954 : Sitting Bull : Charles Wentworth
- 1954 : This Is My Love : District Attorney
- 1954 : Track of the Cat : Arthur Bridges
- 1955 : La Conquête de l'espace (Conquest of Space), de Byron Haskin : George Fenton
- 1955 : Robbers' Roost : Robert Bell
- 1955 : Son seul amour (One Desire) : 'Mac' MacBain
- 1955 : La Fureur de vivre (Rebel Without a Cause) de Nicholas Ray : Judy's Father
- 1956 : Adieu Lady (Good-bye, My Lady) de William A. Wellman : Walden Grover
- 1956 : Attaque à l'aube (en) (The First Texan) : William Barrett Travis
- 1956 : La Mauvaise Graine (The Bad Seed) de Mervyn LeRoy : Col. Kenneth Penmark
- 1957 : La chose surgit des ténèbres (The Deadly Mantis) de Nathan Juran : Dr Nedrick 'Ned' Jackson
- 1957 : À des millions de kilomètres de la Terre (20 Million Miles to Earth) de Nathan Juran : Col. Robert Calder
- 1957 : Slim Carter : Joe Brewster
- 1966 : The Deadly Mantis : Man in Air Defense Office
- 1970 : Myra Breckinridge de Michael Sarne (en) : Judge Frederic D. Cannon

### Télévision
- 1956 : Gunsmoke (série télévisée)
- 1957 : Perry Mason (série télévisée) : Paul Drake